# Eusebio Ibarra Camacho
Eusebio Ibarra Camacho (Herrera del Duque, de Badajoz - 1938) es un violinista de orquesta español.

## Trayectoria
Empezó su carrera artística a los 7 años, al trasladarse sus padres a Madrid. Comenzó enseguida los estudios de violín en el Real Conservatorio Superior de Música con el catedrático Luis Antón, y obtuvo el diploma de primera clase y el Premio Sarasate con 19 años.
En 1962 fue contratado en Sudáfrica por la Orquesta Sinfónica de Johannesburgo, donde actuó durante ocho años. Allí conoció a su mujer Ana, originaria de Inglaterra. En 1971 ingresó en la Orquesta Sinfónica de RadioTelevisión Española, a la que pertenecería como primer violín hasta 1993, habiendo actuado como solista en el Teatro Real de Madrid. Ha actuado como solista con las orquestas sinfónicas de Málaga y Murcia y con la Orquesta Municipal de Valencia.
Ha sido profesor de violín en el Conservatorio Superior de Música de Badajoz, y profesional de Mérida. En la actualidad sigue trabajando de forma particular, dando conciertos en España y en el extranjero y colaborando en discos de artistas como Joan Manuel Serrat.

## Premios
- Premio Nacional de Violín Pablo Sarasate. 1957
- Premio Isidro Gyenes. 1974.[1]